# Sovjak (Gradiška)
Sovjak (szerbül: Совјак), szerb falu Gradiška községben, Bosznia-Hercegovinában, Bosanska krajina területén, a Szerb Köztársaságban. 

## Fekvése
Bosznia-Hercegovina északi részén, a Potkozarje területén, Banja Lukától légvonalban 38, közúton 58 km-re észak-északnyugatra, községközpontjától légvonalban 17, közúton 22 km-re nyugatra, a Prosara-hegység déli lábánál, nem messze a Kozara-hegység keleti lejtőitől, 140-210 méteres magasságban fekszik. Két főbb vízfolyása a Bajinovac és a Jasenovača-patak. Több, kis településből áll. 

## Népessége
| Nemzetiségi csoport | Népesség 1991 | Népesség 2013 |
| ------------------- | ------------- | ------------- |
| Szerb               | 290           | 206           |
| Bosnyák             | 0             | 0             |
| Horvát              | 0             | 3             |
| Jugoszláv           | 0             | 0             |
| Egyéb               | 17            | 0             |
| Összesen            | 307           | 209           |

## Története
A Gradina nevű magaslaton talált régészeti leletek tanúsága szerint itt már a kora középkorban is éltek emberek. A település 1878-ig tartozott az Oszmán Birodalomhoz, ekkor a berlini kongresszus határozata alapján az Osztrák-Magyar Monarchia része lett. 1910-ben a Bosanska Gradiškai járáshoz tartozó településen 81 háztartást és 543 ortodox szerb lakost találtak. A monarchia szétesésével 1918-ban előbb a Szerb-Horvát-Szlovén Királyság, majd 1929-től a Jugoszláv Királyság része. 1921-ben 91 háztartása és 551 lakosa volt.
Jugoszlávia megszállása után a település a Független Horvát Állam (NDH) része lett. Lakói közül sokan csatlakoztak a Kozara-hegységben meghúzódó partizánokhoz. Az NDH rendőrségének adatai szerint 1941. november 25-én és 26-án az Usztasa mintegy 170 szerbet ölt meg Miloševo Brdo, Sovjak és Jablanica falvakból a Bosanska Gradiška melletti Jablanica faluban. A legtöbb meggyilkolt Miloševo Brdo és Sovjak falvakból származott. Az NDH rendőrségének egy másik forrása szerint szeptember 25-én az Usztasa mintegy 57 sovjaki és 50 Miloševo Brdo-i embert („főleg 12-15 éves fiúkat”) fogott el, majd szeptember 26-án Jablanicában lelőtte és lemészárolta őket. Ebben a jelentésben megemlítik, hogy előző napon, szeptember 25-én az usztasák további 20 lakost fogtak el Milosevo Brdóban, és Jablanicában őket is meggyilkolták. Akiket nem öltek meg, azokat fogolytáborokba hajtották. Az 5. kozarai dandár megalakulásával, 1942 kora őszén kezdett visszatérni az élet, amikor horvát partizánok Szlavóniából sok helybelit visszahoztak. 1944 januárjában ismét erős ellenséges erők támadták meg a Kozara vidékét. Az újabb offenzíva a sorban borította sötétségbe a környék falvait. 1945-től a település a szocialista Jugoszlávia része lett. A boszniai háború idején a település a Boszniai Szerb Köztársaság része volt. 

## Nevezetességei
- Gradina – Koraközépkori erődítmény maradványai. Az itteni erődítmény egy nagyméretű, kör alaprajzú földvár. Az itt talált kerámiák alapján keltezék a kora középkorra.[4]